# Щавель прибрежный
Щавель прибрежный, или Щавель воднощавелевый (лат. Rūmex aquāticus) — многолетнее травянистое растение, вид рода Щавель (Rumex) семейства Гречишные (Polygonaceae).

## Ботаническое описание
Многолетнее травянистое растение.
Стебель 0,6-2 метра высотой, прямой, в верхней части ветвящийся, мелкобороздчатый. Верхние ветви косо вверх направленные.
Листья крупные, ланцетные, суженные с обоих концов, плотные, по краю мелко волнистые, с выраженной средней жилкой и тонкими боковыми. Длина 20-60 см, ширина 4-10, черешки значительно короче листовой пластинки. Верхние листья более узкие и мелкие, по краю мелкозубчатые, в соцветии до линейно-ланцетных.
Соцветие раскидистое, широкометельчатое, густое, редко облиственное. Наружные доли околоцветника продоговато-линейные, до 2,5 мм длиной. Цветоножки ниже середины с утолщённым сочленением.
Плоды длиной 3,5-4,5 мм, шириной 4,5-5,5 мм, буроватые.
Хромосомное число 2n = 100, 200

## Распространение и экология
Природный ареал охватывает среднюю и атлантическую Европу, Скандинавию, западное Средиземноморье, Балканы.
На территории России встречается во всех районах европейской части, кроме севера. Изредка встречается на юго-западе Западной Сибири.
Предпочитает селиться во влажных местах — на болотах, заболоченных лугах и сырых лесах, по берегам рек, озёр, вдоль ручьев.

## Классификация

### Таксономия
- Rumex hydrolapathum Huds., 1778, Fl. Angl. , ed. 2, 1: 154

Вид Щавель прибрежный включается в род Щавель (Rumex) семейства Гречишные (Polygonaceae) порядка Гвоздичноцветные (Caryophyllales), последовательно входящего в клады Суперастериды → Эвдикоты → Цветковые растения. Таксономическая схема в соответствии с Системой APG IV по состоянию на декабрь 2023 года:
|  |                          |  |                                   |                                   |                     |  | еще 40 семейств | еще 40 семейств |                       |  |  |  | еще 151 подтвержденныйх видов и 494 вида в статусе "неподтвержденных" |
|  |                          |  |                                   |                                   |                     |  | еще 40 семейств | еще 40 семейств |                       |  |  |  | еще 151 подтвержденныйх видов и 494 вида в статусе "неподтвержденных" |
|  |                          |  |                                   | порядок Гвоздичноцветные          |                     |  |                 |                 | род Щавель            |  |  |  |                                                                       |
|  |                          |  |                                   | порядок Гвоздичноцветные          |                     |  |                 |                 | род Щавель            |  |  |  |                                                                       |
|  | клада Цветковые растения |  |                                   |                                   | семейство Гречишные |  |                 |                 | вид Щавель прибрежный |  |  |  |                                                                       |
|  | клада Цветковые растения |  |                                   |                                   | семейство Гречишные |  |                 |                 |                       |  |  |  |                                                                       |
|  |                          |  | ещё 63 порядка цветковых растений | ещё 63 порядка цветковых растений |                     |  |                 | еще 60 родов    | еще 60 родов          |  |  |  |                                                                       |
|  |                          |  |                                   | ещё 63 порядка цветковых растений |                     |  |                 |                 | еще 60 родов          |  |  |  |                                                                       |